# Sfida
Sfida è il primo album della 9ª edizione di Amici di Maria De Filippi, pubblicato il 27 novembre 2009.
L'album è stato messo in commercio in due versioni: una semplice (CD) e una speciale (CD più maglietta).
Il brano Mostrami il tuo amore è stato scritto da Gianluca Grignani.
Durante i Wind Music Awards 2010 la compilation è stata premiata platino.

## Tracce
1. Emma Marrone – Davvero – 3:53
2. Emma Marrone – Folle paradiso – 3:37
3. Loredana Errore – La voce delle stelle – 3:39
4. Loredana Errore – Ti amo – 3:39
5. Pierdavide Carone – La ballata dell'ospedale – 3:21
6. Pierdavide Carone – Jenny – 4:03
7. Enrico Nigiotti – Mostrami il tuo amore – 4:28
8. Enrico Nigiotti – Tu non farlo – 3:13
9. Matteo Macchioni – Granada – 3:46
10. Valeria Valente – Lovin' You – 3:12
11. William Di Lello – Speciale – 3:25
12. Arianna Mereu – L'amore ha il suo punto di vista – 3:50
13. Sigla (Medley Michael Jackson) – 2:08